# Brouderdorff
Brouderdorff (deutsch Bruderdorf, 1940–1944 Brudersdorf) ist eine französische Gemeinde mit 971 Einwohnern (Stand 1. Januar 2022) im Département Moselle in der Region Grand Est (bis 2015 Lothringen). Sie gehört zum Arrondissement Sarrebourg-Château-Salins.

## Geografie
Die Gemeinde Brouderdorff liegt etwa sechs Kilometer südöstlich von Sarrebourg am Rand der Vogesen auf einer Höhe zwischen 266 und 355 m über dem Meeresspiegel. Das Gemeindegebiet umfasst 4,81 km². Umgeben wird Brouderdorff von den Nachbargemeinden  Niederviller im Norden und Nordosten, Plaine-de-Walsch im Südosten, Troisfontaines und Hartzviller im Süden, Hesse im Südwesten, Schneckenbusch im Westen sowie Buhl-Lorraine im Nordwesten. Der Nordwestzipfel des Gemeindegebietes von Brouderdorff reicht bis an den Rhein-Marne-Kanal.

## Geschichte
Zwei Brüder aus dem Geschlecht der Lützelburger gründeten den Ort im Jahr 1616. Daran erinnern die Lützelburger Löwen im Wappen von Brouderdorff.

### Bevölkerungsentwicklung

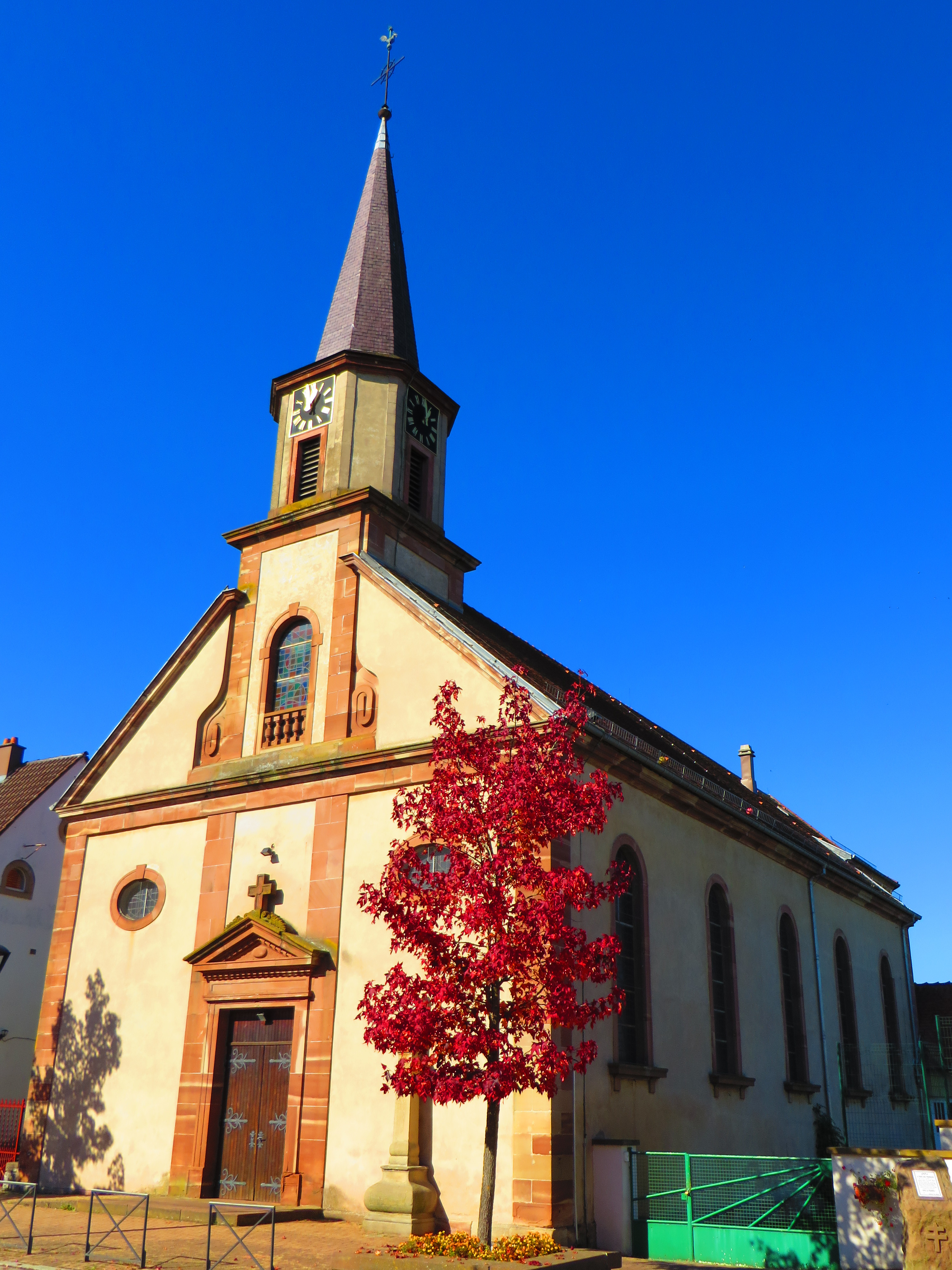
Kirche Saint-Michel

| Jahr      | 1962 | 1968 | 1975 | 1982 | 1990 | 1999 | 2007 | 2019 |
| Einwohner | 511  | 527  | 608  | 689  | 720  | 733  | 899  | 972  |

## Belege
1. ↑  Wappenbeschreibung auf genealogie-lorraine.fr (französisch)